# Герб Охотска
Герб «Рабочий поселок Охотск» Охотского муниципального района, Хабаровского края Российской Федерации.
Утверждён 24 ноября 2021 года Решением  № 44 Совета депутатов городского поселения «Рабочий поселок Охотск» Охотского муниципального района Хабаровского края.
В Государственный геральдический регистр Российской Федерации внесён под номером 13776.

## Описание и обоснование символики
Геральдическое описание (блазон) гласит:
В лазоревом поле золотой штандарт с государственным орлом времен Екатерины II, положенный древком с круглым завершением поверх двух серебряных, без анкерштоков, морских якорей накрест рымами (кольцами) вверх, из которых лежащий в левую перевязь накрывает кольцом нижний свободный край полотнища штандарта.
.
Герб городского поселения «Рабочий поселок Охотск» создан на основе исторического герба города Охотск Иркутского наместничества, Высочайше утвержденного 26 октября 1790 года, подлинное описание которого гласит: 
В верхней части щита герб Иркутский, в нижней части «в голубом поле положенные два якоря и над ними штандарт, в знак того, что в сем городе находится порт
Городское поселение «Рабочий поселок Охотск» является геральдическим правопреемником города Охотск Иркутского наместничества. Применение в гербе городского поселения «Рабочий поселок Охотск» фигур из исторического герба города Охотск — символ культурно-исторической преемственности, традиций, бережно сохраняемых местными жителями, связи поколений.
Примененные в гербе цвета и металлы дополняют его символику:
лазурь (синий цвет) — символ возвышенных устремлений, искренности, добродетели и свободы;
черный цвет — символ мудрости, вечности и покоя;
червлень (красный цвет) — символ мужества, отваги, а также труда, красоты и праздника;
серебро (белый цвет) — символ святости, чистоты, открытости, божественной мудрости, примирения;
золото (желтый цвет) — символ высшей ценности, величия и богатства.

## История
Исторический герб города Охотска Иркутского Наместничества, был Высочайше утверждён Екатериной II 26 октября 1790 года (по старому стилю), и имел следующее описание:
Въ верхней части щита гербъ Иркутскій. Въ нижней части въ голубомъ поле, положенные два якоря и надъ ними штандартъ, въ знакъ того, что въ семъ городе находится порть».
В советский период, в 1976 году по проекту Геннадия Усова был утверждён новый герб Охотска.
Голубое поле щита разделено на 2 части белыми волнами. В верхней части над волнами красное восходящее солнце. В нижней части изображение дореволюционного герба города Охотска с наложенным на него изображением рыбы.
Элементы герба Охотска 1790 года (якоря и штандарт) вошли в герб Охотского района Хабаровского края, утверждённого 26 августа 2005 года.
24 ноября 2021 года Решением № 44 Совета депутатов городского поселения «Рабочий посёлок Охотск» Охотского муниципального района Хабаровского края был утверждён новый герб посёлка.